# Departamento Administrativo de Seguridad

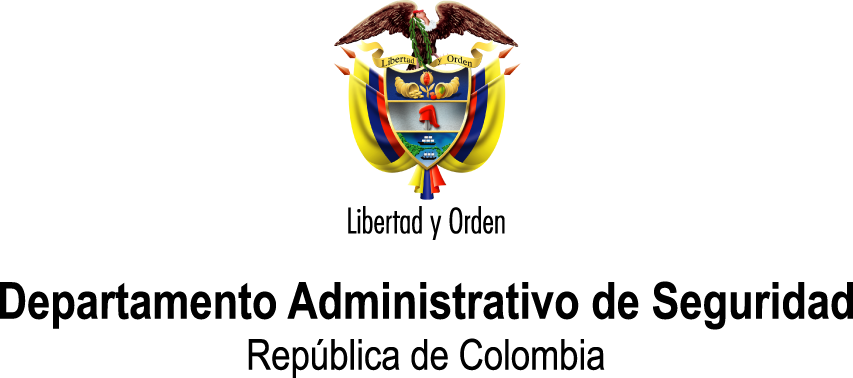
Ehemaliges Logo des DAS

Das Departamento Administrativo de Seguridad (DAS) war von 1960 bis 2011 der Inlandsgeheimdienst Kolumbiens. Das DAS wurde von der Dirección Nacional de Inteligencia (DNI) abgelöst. Die Vorgängerorganisation war das Departamento Administrativo del Servicio de Inteligencia Colombiano.
Am 30. Mai 1989 erfolgte ein Anschlagsversuch auf Miguel Maza Marquez, den damaligen Direktor des DAS, in Bogotá mittels einer Autobombe. Dabei starben vier Menschen und 37 wurden verletzt. Am 6. Dezember 1989 wurde das Hauptquartier der Organisation in Bogotá angegriffen. Direkt vor dem Gebäude explodierte ein Bus mit 500 kg Sprengstoff. Für den Anschlag wurde das Medellín-Kartell verantwortlich gemacht.
2005 musste der damalige Direktor, Jorge Noguera Cotes, zurücktreten, weil das DAS Gerüchten zufolge von den Autodefensas Unidas de Colombia (AUC) infiltriert war. Dieser wurde am 14. September 2011 vom Obersten Gericht zu 25 Jahren Haft verurteilt. Er hatte an Todesschwadronen Namenslisten von linken Aktivisten und Gewerkschaftern übergeben. Außerdem hatte er Geheimdienstinformationen an die paramilitärische Gruppe weitergegeben, die zur Fluchthilfe von AUC-Führern gedient hatten. Außerdem hat Noguera Vorstrafenregister und Haftbefehle gelöscht.
Am 31. Oktober 2011 gab Präsident Juan Manuel Santos die Auflösung des DAS am 31. Dezember 2011 bekannt. Als Gründe galten allgemein die Skandale rund um die Verflechtungen des DAS mit den paramilitärischen Gruppen. Die 5000 Mitarbeiter des Dienstes sollten auf die Staatsanwaltschaft, das Außen- und Innenministerium sowie die Nationalpolizei Kolumbiens verteilt werden. Verantwortlich für den Übergangsprozess war Felipe Muñoz. Er war ebenfalls wegen Weitergabe von Informationen angeklagt. Die Nachfolgeorganisation des DAS sollte den Namen Dirección Nacional de Inteligencia führen und mit mehr Kontrollen unter dem Gesichtspunkt der Menschenrechte versehen werden.

## Leiter
- Miguel Maza Marquez, 1989
- Jorge Noguera Cotes, August 2002 bis Oktober 2005